# Chablis
Chablis é uma comuna francesa na região administrativa de Borgonha-Franco-Condado, no departamento de Yonne. Estende-se por uma área de 38,92 km². Em 2010 a comuna tinha 2 279 habitantes (densidade: 58,6 hab./km²).
Chablis é a região mais ao norte da área vinícula de Borgonha-Franco-Condado. Sua principal uva é a Chardonnay, branca, que produz um vinho branco e seco (Chablis), famoso pela pureza do seu aroma e de seu sabor.